# Albert Roussel
Albert Charles Paul Marie Roussel (5. dubna 1869 Tourcoing, Francie – 23. srpna 1937 Royan, Charente-Maritime) byl francouzský hudební skladatel.

## Život
Albert Roussel se narodil 5. dubna 1869 v Tourcoing v severní Francii v departementu Nord. Jako mladík, se spíše než o hudbu, zajímal o matematiku. Stal se námořníkem a v letech 1889–1890 sloužil na fregatě Iphigénia a strávil několik let v Kočinčíně přibližně v oblasti dnešního jižního Vietnamu. Později se plavil na křižníku Devastation a strávil nějaký čas v Tunisu. Jeho první skladby vznikly za pobytu u posádky v Cherbourgu. V roce 1893 byl poslán znovu do Indočíny. Mnoho jeho pozdějších hudebních děl reflektuje jeho zájem o exotická místa.
Z námořnictva odešel v roce 1894 a začal studovat harmonii u Juliena Koszula, dědečka skladatele Henriho Dutilleuxe, v Roubaix. Ve studiu pokračoval v Paříži. Nejprve soukromě u Eugèna Gigouta a později na Schola Cantorum de Paris, kde byl, mimo jiné, jeho učitelem Vincent d'Indy. Souběžně se začal věnovat i pedagogické činnosti. Mezi jeho žáky byli Erik Satie, Edgard Varèse a od roku 1923 i Bohuslav Martinů.
V roce 1909 podnikl se svou manželkou, Blanche Preisach-Roussel, cestu do Indie, kde se seznámil s legendou královny Rani Padmavati. Tato legenda se později stala tématem jeho slavného operního baletu. Rovněž sborová symfonie Les Evocations byla Indií inspirována.
Během První světové války sloužil jako řidič sanitky. Po skončení války se usadil v Normandii a zcela se věnoval kompozici. Zde také vznikla jeho nejslavnější díla.
Zemřel 23. srpna 1937 v Royan, v západní Francii. Je pochován na hřbitově Saint Valery ve Varengeville-sur-Mer v Normandii.

## Dílo

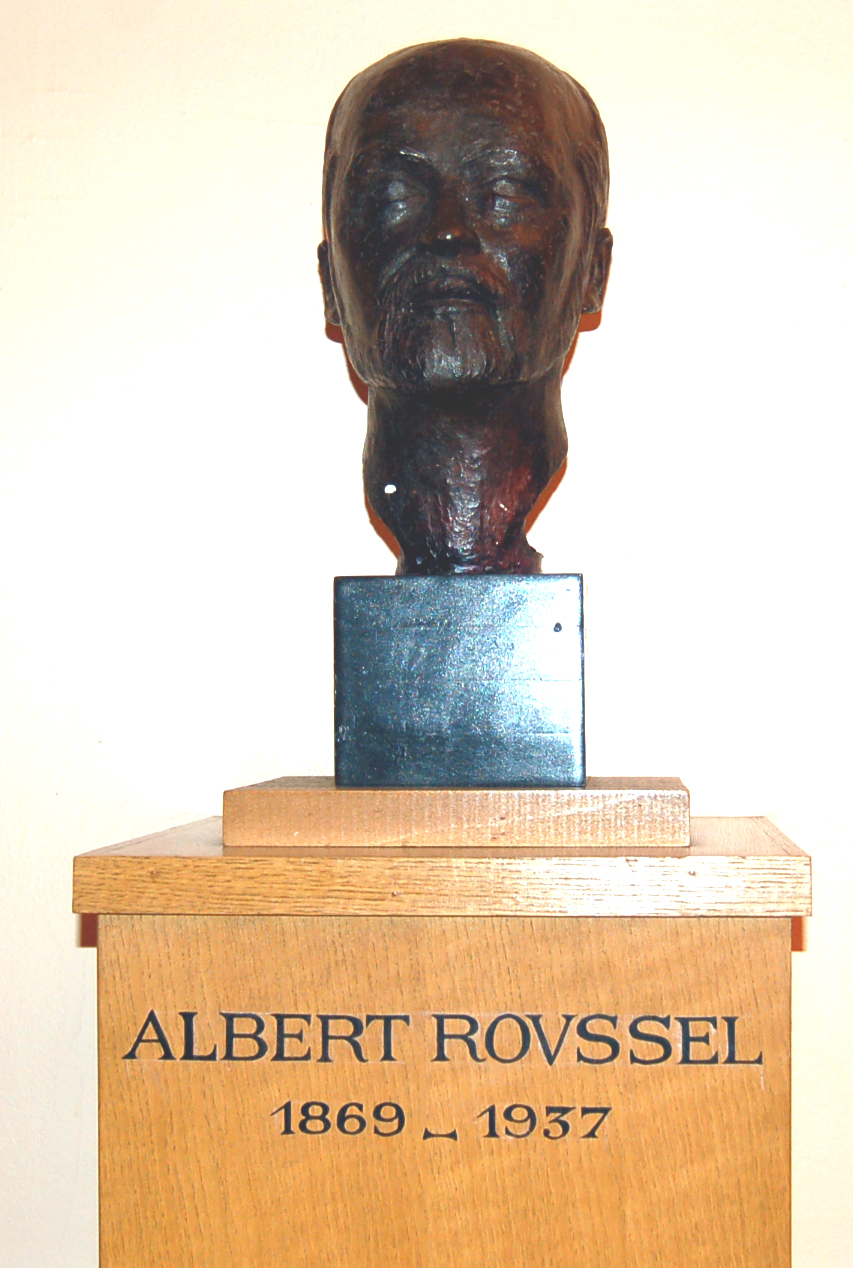
Busta skladatele v sále Cortot v Paříži

Úplný soupis díla: N. Labelle ed.: Catalogue raisonne de l'oeuvre d'Alberl Roussel (Louvain-Ia-Neuve, 1992)

### Jevištní díla
- Le marchand de sable qui passe, scénická hudba, op. 13 (1908)
- Le festin de l'araignee, balet-pantomima, op. 17 (1912))
- Padmavati, opera-balet, op. 18 (1914-1918)
- La naissance de la lyre, lyrická opera, op. 24 (1923-1924)
- Sarabande, balet (1927)
- Bacchus et Ariane, balet (1930)
- Le testament de la tante Caroline, opéra-bufa (1932-1933)
- Aéneas, ballet, op. 54 (1935)

### Orchestrální skladby
- Marche nuptiale (1893)
- Resurrection, předehra (1904)
- Vendanges (1904)
- Symfonie č. 1 d-moll, Le poeme de laforet, op. 7 (1904-1906)
- Symfonie č. 2 B-dur, op. 23 (1919-1821)
- Symfonie č. 3 g-moll, op. 42 (1929-30)
- Symfonie č. 4 A-dur, op. 53 (1934)
- Evocations pour orchestra, op. 15 (1910-1911)
- Pour unefite de printemps, symfonická báseň (1920)
- Suite pro orchestr F-dur, op. 33 (1926)
- Koncert pro malý orchestr (1926-1927)
- Klavírní koncert G-dur, op. 36 (1927)
- Malá suita (1929)
- Sinfonietta pro smyčce, op. 52 (1934)
- Violoncellový koncert, op. 57 (1936)

### Komorní skladby
- Fantasie pro housle a klavír (1892)
- Andante pro housle, violu, violoncello a varhany, op. 51 (1892)
- Kvintet pro lesní rohy (1901)
- Houslová sonáta (nečíslovaná) (1902)
- Houslová sonáta č. 1 d-moll, op. 11 (1907-1908)
- Houslová sonáta č. 2 A-dur, op. 28 (1924)
- Klavírní trio Es-dur, op. 2 (1902)
- Diverlissement pro dechový kvintet a klavír, op. 6 (1906)
- Impromptu pro harfu (1919)
- Joueurs de Flûte pro flétnu a klavír, op. 27 (1924)
- Ségovia pro kytaru, op. 29 (1925)
- Serenade pro flétnu, housle, violu, violoncello a harfu, op. 30 (1925)
- Duo pro fagot a violoncello nebo kontrabas (1925)
- Trio pro flétnu, violu a violoncello, op. 40 (1929)
- Preludium a fughetta pro varhany (1929)
- Smyčcový kvartet, op. 45 (1931-1932)
- Andante a Scherzo pro flétnu a klavír (1934)
- Pipe pro flageolet a klavír (1934)
- Smyčcové trio op. 58 (1937)
- Andante pro hoboj, klarinet a fagot (1937)
- Elpenor pro flétnu a smyčcový kvartet, op. 59

### Klavír
- Des heures passant (1898)
- Conte a fa poupee (1904)
- Rustiques (1904-1906)
- Suite in F-sharp minor, op. 14 (1909-1910)
- Sonatine, op. 16 (1912)
- Petit canon perpetuel (1913)
- Doute (1919)
- L 'accueil des muses (in memoriam Debussy) (1920)
- Prelude and Fugue (1932-1934)
- 3 pieces (1933

### Vokální skladby
- 2 madrigals pro sbor (1897)
- Deux melodies pro zpěv a klavír nebo orchestr (1919; orchestrální verse 1928)
- Madrigal aux muses pro ženské hlasy (1923)
- Deux poemes de Ronsard pro zpěv a flétnu (1924)
- Le bardit de francs pro mužské hlasy, žestě a bicí nástroje ad libitum (1926)
- Žalm LXXX. pro tenor, sbor a orchestr, op. 37 (1928)
- Jazz dans la nuit pro zpěv a klavír op. 38 (1928)
- Mnoho písní s doprovodem klavíru.